# Балмолоко
ТОВ «Балмолоко» — молокозавод у місті Балаклія, Харківської області.

## Історія
Балаклійський молочний завод заснований у 1968 році. За часів СРСР завод мав всемасштабне значення і перебував у підпорядкуванні Харківського управління молочної промисловості. На початку 80-х років завод був перейменований на Виробничу одиницю Харківського об'єднання молочної промисловості, а у 1997 р. завод надбав статус акціонерного товариства.

## Цікаві факти
- Підприємство поставляє продукцію для футбольної команди «Металіст»[1]
- Виготовляв молочну продукцію для мережі супермаркетів у Харкові «Рост» під торговою маркою «Маріванна»